# Elecciones municipales de 2024 en la Región de O'Higgins
Las elecciones municipales de 2024 en la Región de O´Higgins se realizaron los días 26 y 27 de octubre de 2024 para elegir a los responsables de la administración local, es decir, de las comunas. La región se compone de 33 comunas.
Estas elecciones serán las primeras elecciones municipales realizadas bajo el sistema de inscripción automática y voto obligatorio, luego de la promulgación de la Ley 21524 que restableció el voto obligatorio. Estas elecciones se realizarán paralelamente a las elecciones de gobernadores y consejeros regionales de la región, cargos creados por la Ley 21073 de 2018, y que fueron elegidos por primera vez en 2021 y 2013, respectivamente.

## Precandidaturas
| Pacto                                        | Partido                       | Candidatos |
| -------------------------------------------- | ----------------------------- | ---------- |
| F. Partido Social Cristiano e Independientes | Partido Social Cristiano      | 5          |
| H. Contigo Chile Mejor                       | Frente Amplio                 | 1          |
| H. Contigo Chile Mejor                       | Partido Socialista de Chile   | 6          |
| H. Contigo Chile Mejor                       | Partido Demócrata Cristiano   | 3          |
| H. Contigo Chile Mejor                       | Partido por la Democracia     | 1          |
| H. Contigo Chile Mejor                       | Independientes                | 20         |
| P. Partido de la Gente e Independientes      | Partido de la Gente           | 1          |
| R. Centro Democrático                        | Amarillos por Chile           | 1          |
| R. Centro Democrático                        | Demócratas                    | 1          |
|                                              | Independientes                | 4          |
| X. Ecologistas, Animalistas e Independientes | Partido Alianza Verde Popular | 2          |
| X. Ecologistas, Animalistas e Independientes | Independientes                | 2          |
| Y. Republicanos e Independientes             | Partido Republicano de Chile  | 2          |
| Z. Chile Vamos                               | Unión Demócrata Independiente | 7          |
| Z. Chile Vamos                               | Renovación Nacional           | 12         |
| Z. Chile Vamos                               | Evolución Política            | 1          |
| Z. Chile Vamos                               | Independientes                | 7          |
| Candidaturas Independientes                  | Candidaturas Independientes   | 70         |
| Total de candidatos a alcalde                |                               |            |

## Resultados

### Alcaldes
| Municipio         | Alcalde saliente               | Partido | Partido | Alcalde electo                 | Partido | Partido |
| ----------------- | ------------------------------ | ------- | ------- | ------------------------------ | ------- | ------- |
| Chépica           | Fabián Soto González           |         | PS      | Fabián Soto González           |         | PS      |
| Chimbarongo       | Marco Contreras Jorquera       |         | Ind-RN  | Marco Contreras Jorquera       |         | Ind-RN  |
| Codegua           | José Flores Osorio             |         | Ind     | José Flores Osorio             |         | Ind     |
| Coinco            | Juan Abarca Padilla            |         | Ind     | Juan Abarca Padilla            |         | Ind     |
| Coltauco          | Félix Sánchez Vergara          |         | RN      | Félix Sánchez Vergara          |         | RN      |
| Doñihue           | Pabla Ponce Valle              |         | Ind     | Boris Acuña González           |         | Ind     |
| Graneros          | Claudio Segovia Cofré          |         | Ind     | Marcelo Miñañir Matus          |         | Ind     |
| La Estrella       | Angélica Silva Arrué           |         | Ind     | Valentín Vidal Rubio           |         | Ind-PR  |
| Las Cabras        | Juan Pablo Flores Astorga      |         | PS      | Juan Pablo Flores Astorga      |         | PS      |
| Litueche          | René Acuña Echeverría          |         | UDI     | Rodrigo Palominos Vidal        |         | Ind-UDI |
| Lolol             | José Román Chávez              |         | Ind     | José Román Chávez              |         | Ind     |
| Machalí           | Juan Carlos Abud Parra         |         | Ind     | Juan Carlos Abud Parra         |         | Ind     |
| Malloa            | Luis Barra Villanueva          |         | Ind-PPD | Luis Barra Villanueva          |         | Ind-PPD |
| Marchigüe         | Cristian Salinas Herrera       |         | Ind-PS  | Sebastián Flores Labarca       |         | Ind-UDI |
| Mostazal          | Santiago Garate Espinoza       |         | Ind-PPD | Verónica Arroyo Arancibia      |         | Ind     |
| Nancagua          | Mario Bustamante Salinas       |         | Ind     | Aníbal Valenzuela Cariz        |         | Ind     |
| Navidad           | Yanko Blumen Antivilo          |         | Ind-PPD | Yanko Blumen Antivilo          |         | Ind-PPD |
| Olivar            | Estrella Montero Carrasco      |         | Ind-RN  | Estrella Montero Carrasco      |         | Ind-RN  |
| Palmilla          | Gloria Paredes Valdés          |         | PDC     | Carlos Carrero Pérez           |         | Ind     |
| Paredones         | Antonio Carvacho Vargas        |         | RN      | Moisés Carvacho Vargas         |         | RN      |
| Peralillo         | Claudio Cumsille Chomalí       |         | PS      | Claudio Cumsille Chomalí       |         | PS      |
| Peumo             | Carlos Aliaga Donoso           |         | Ind     | Fermín Carreño Carreño         |         | Ind     |
| Pichidegua        | Marcos Fuentes Ulloa           |         | PDC     | Adolfo Cerón González          |         | Ind     |
| Pichilemu         | Cristián Pozo Parraguez        |         | PS      | Roberto Córdova Carreño        |         | Ind     |
| Placilla          | Marcelo González Farías        |         | PDC     | Marcelo González Farías        |         | PDC     |
| Pumanque          | Gonzalo Baraona Bezanilla      |         | Ind-UDI | Gonzalo Baraona Bezanilla      |         | Ind-UDI |
| Quinta de Tilcoco | Sebastián Rodríguez Fuenzalida |         | Ind-RN  | Sebastián Rodríguez Fuenzalida |         | Ind-RN  |
| Rancagua          | Juan Ramón Godoy Muñoz         |         | Ind-PS  | Raimundo Agliati Marchant      |         | Ind-UDI |
| Rengo             | Carlos Soto González           |         | PPD     | Enrique del Barrio Hernández   |         | Ind-RN  |
| Requínoa          | Waldo Valdivia Montecinos      |         | Ind-PPD | Waldo Valdivia Montecinos      |         | Ind-PPD |
| San Fernando      | Pablo Silva Pérez              |         | Ind-RN  | Pablo Silva Pérez              |         | Ind-RN  |
| San Vicente       | Jaime González Ramírez         |         | Ind-PS  | Guido Carreño Reyes            |         | Ind-UDI |
| Santa Cruz        | William Arévalo Cornejo        |         | Ind-UDI | Yamil Ethit Romero             |         | Ind-RN  |

### Concejales
| Partido | Partido | Actual | Electos | Dif. |
| ------- | ------- | ------ | ------- | ---- |
|         | PS      | 36     | 23      | -13  |
|         | UDI     | 36     | 37      | +1   |
|         | RN      | 32     | 40      | +8   |
|         | PPD     | 23     | 16      | -7   |
|         | PDC     | 21     | 16      | -5   |
|         | PR      | 20     | 16      | -4   |
|         | FA      | 14     | 16      | +2   |
|         | FRVS    | 6      | 8       | +2   |
|         | PC      | 5      | 4       | -1   |
|         | Evópoli | 3      | 1       | -2   |
|         | PEV     | 2      | 0       | -2   |
|         | PDG     | 2      | 1       | -1   |
|         | UPA     | 1      | 0       | -1   |
|         | PRCh    | 0      | 13      | +13  |
|         | DEM     | 0      | 5       | +5   |
|         | PAVP    | 0      | 4       | +4   |
|         | AxCh    | 0      | 2       | +2   |
|         | PSC     | 0      | 0       | 0    |

## Provincia de Colchagua

### San Fernando

#### Alcaldes
| Actual alcalde            | Pablo Silva Pérez (Ind-RN) | Pablo Silva Pérez (Ind-RN) | Pablo Silva Pérez (Ind-RN) | Pablo Silva Pérez (Ind-RN) | Pablo Silva Pérez (Ind-RN) |
| Candidato                 | Pacto                      | Partido                    | Votos                      | %                          | Resultado                  |
| ------------------------- | -------------------------- | -------------------------- | -------------------------- | -------------------------- | -------------------------- |
| Pablo Silva Pérez         | Chile Vamos                | Ind-RN                     | 16 661                     | 33,38                      | Alcalde                    |
| Andrés Jorquera Cifuentes | Independiente              | Ind.                       | 11 621                     | 23,28                      |                            |
| Cristián Díaz Correa      | Independiente              | Ind.                       | 8515                       | 17,06                      |                            |
| María Díaz Becerra        | Contigo Chile Mejor        | PPD                        | 5488                       | 10,99                      |                            |
| Ximena Flores Peñaloza    | Independiente              | Ind.                       | 4542                       | 9,10                       |                            |
| Julio Peralta Espíndola   | Independiente              | Ind.                       | 2015                       | 4,04                       |                            |
| Juan Meléndez Santelices  | Centro Democrático         | AxCh                       | 1078                       | 2,16                       |                            |

### Chépica

#### Alcaldes
| Actual alcalde           | Fabián Soto González (PS) | Fabián Soto González (PS) | Fabián Soto González (PS) | Fabián Soto González (PS) | Fabián Soto González (PS) |
| Candidato                | Pacto                     | Partido                   | Votos                     | %                         | Resultado                 |
| ------------------------ | ------------------------- | ------------------------- | ------------------------- | ------------------------- | ------------------------- |
| Fabián Soto González     | Contigo Chile Mejor       | PS                        | 7189                      | 57,61                     | Alcalde                   |
| Iván Valenzuela Palacios | Chile Vamos               | Ind-UDI                   | 4500                      | 36,06                     |                           |
| Max Canales Castro       | Partido de la Gente       | PDG                       | 789                       | 6,32                      |                           |

### Chimbarongo

#### Alcaldes
| Actual alcalde           | Marco Contreras Jorquera (Ind-RN) | Marco Contreras Jorquera (Ind-RN) | Marco Contreras Jorquera (Ind-RN) | Marco Contreras Jorquera (Ind-RN) | Marco Contreras Jorquera (Ind-RN) |
| Candidato                | Pacto                             | Partido                           | Votos                             | %                                 | Resultado                         |
| ------------------------ | --------------------------------- | --------------------------------- | --------------------------------- | --------------------------------- | --------------------------------- |
| Marco Contreras Jorquera | Chile Vamos                       | Ind-RN                            | 17 928                            | 65,63                             | Alcalde                           |
| Doris Rodríguez Zavalla  | Contigo Chile Mejor               | Ind-PR                            | 8573                              | 31,38                             |                                   |
| Carlos Reyes Fecci       | Independiente                     | Ind.                              | 816                               | 2,99                              |                                   |

### Lolol

#### Alcaldes
| Actual alcalde        | José Román Chávez (Ind.) | José Román Chávez (Ind.) | José Román Chávez (Ind.) | José Román Chávez (Ind.) | José Román Chávez (Ind.) |
| Candidato             | Pacto                    | Partido                  | Votos                    | %                        | Resultado                |
| --------------------- | ------------------------ | ------------------------ | ------------------------ | ------------------------ | ------------------------ |
| José Román Chávez     | Independiente            | Ind.                     | 3122                     | 48,05                    | Alcalde                  |
| Corina Díaz Arancibia | Independiente            | Ind.                     | 2660                     | 40,94                    |                          |
| Tito Correa Verdugo   | Chile Vamos              | RN                       | 716                      | 11,02                    |                          |

### Nancagua

#### Alcaldes
| Actual alcalde             | Mario Bustamante Salinas (Ind.) | Mario Bustamante Salinas (Ind.) | Mario Bustamante Salinas (Ind.) | Mario Bustamante Salinas (Ind.) | Mario Bustamante Salinas (Ind.) |
| Candidato                  | Pacto                           | Partido                         | Votos                           | %                               | Resultado                       |
| -------------------------- | ------------------------------- | ------------------------------- | ------------------------------- | ------------------------------- | ------------------------------- |
| Aníbal Valenzuela Cariz    | Independiente                   | Ind.                            | 6901                            | 49,59                           | Alcalde                         |
| Luis Escanilla Gaete       | Contigo Chile Mejor             | PS                              | 3166                            | 22,75                           |                                 |
| Mario Bustamante Salinas   | Independiente                   | Ind.                            | 1260                            | 9,05                            |                                 |
| Rodrigo Sepúlveda Tagle    | Chile Vamos                     | Ind-RN                          | 998                             | 7,17                            |                                 |
| Marcelo Horta Horta        | Independiente                   | Ind.                            | 818                             | 5,88                            |                                 |
| Marina Rencoret Fuenzalida | Independiente                   | Ind.                            | 657                             | 4,72                            |                                 |
| Fernando Guerrero Salinas  | Independiente                   | Ind.                            | 116                             | 0,83                            |                                 |

### Palmilla

#### Alcaldes
| Actual alcalde       | Gloria Paredes Valdés (DC) | Gloria Paredes Valdés (DC) | Gloria Paredes Valdés (DC) | Gloria Paredes Valdés (DC) | Gloria Paredes Valdés (DC) |
| Candidato            | Pacto                      | Partido                    | Votos                      | %                          | Resultado                  |
| -------------------- | -------------------------- | -------------------------- | -------------------------- | -------------------------- | -------------------------- |
| Carlos Carrero Pérez | Independiente              | Ind.                       | 4346                       | 43,88                      | Alcalde                    |
| Hugo Vargas Cordova  | Contigo Chile Mejor        | DC                         | 4302                       | 43,43                      |                            |
| María Moraga Cordova | Centro Democrático         | Ind-DEM                    | 1257                       | 12,69                      |                            |

### Peralillo

#### Alcaldes
| Actual alcalde             | Claudio Cumsille Chomalí (PS) | Claudio Cumsille Chomalí (PS) | Claudio Cumsille Chomalí (PS) | Claudio Cumsille Chomalí (PS) | Claudio Cumsille Chomalí (PS) |
| Candidato                  | Pacto                         | Partido                       | Votos                         | %                             | Resultado                     |
| -------------------------- | ----------------------------- | ----------------------------- | ----------------------------- | ----------------------------- | ----------------------------- |
| Claudio Cumsille Chomalí   | Contigo Chile Mejor           | PS                            | 5425                          | 58,02                         | Alcalde                       |
| Gerardo Cornejo Pérez      | Independiente                 | Ind.                          | 2136                          | 22,84                         |                               |
| Fabián Guajardo León       | Independiente                 | Ind.                          | 1010                          | 10,80                         |                               |
| José Rivera Saldaña        | Chile Vamos                   | UDI                           | 609                           | 6,51                          |                               |
| Roberto Michelini Pandolfi | Independiente                 | Ind.                          | 171                           | 1,83                          |                               |

### Placilla

#### Alcaldes
| Actual alcalde               | Marcelo González Farías (DC) | Marcelo González Farías (DC) | Marcelo González Farías (DC) | Marcelo González Farías (DC) | Marcelo González Farías (DC) |
| Candidato                    | Pacto                        | Partido                      | Votos                        | %                            | Resultado                    |
| ---------------------------- | ---------------------------- | ---------------------------- | ---------------------------- | ---------------------------- | ---------------------------- |
| Marcelo González Farías      | Contigo Chile Mejor          | DC                           | 2871                         | 36,71                        | Alcalde                      |
| Paula Silva Santibañez       | Independiente                | Ind.                         | 1547                         | 19,78                        |                              |
| Christian Contreras Orellana | Independiente                | Ind.                         | 1417                         | 18,12                        |                              |
| Armando Rebolledo Becerra    | Independiente                | Ind.                         | 812                          | 10,38                        |                              |
| Nicole Galaz Cabello         | Independiente                | Ind.                         | 804                          | 10,28                        |                              |
| Carola González Inostroza    | Chile Vamos                  | Ind-UDI                      | 295                          | 3,77                         |                              |
| Rosa Torres Escobedo         | Partido Social Cristiano     | Ind-PSC                      | 74                           | 0,95                         |                              |

### Pumanque

#### Alcalde
| Actual alcalde            | Gonzalo Baraona Bezanilla (Ind-UDI) | Gonzalo Baraona Bezanilla (Ind-UDI) | Gonzalo Baraona Bezanilla (Ind-UDI) | Gonzalo Baraona Bezanilla (Ind-UDI) | Gonzalo Baraona Bezanilla (Ind-UDI) |
| Candidato                 | Pacto                               | Partido                             | Votos                               | %                                   | Resultado                           |
| ------------------------- | ----------------------------------- | ----------------------------------- | ----------------------------------- | ----------------------------------- | ----------------------------------- |
| Gonzalo Baraona Bezanilla | Chile Vamos                         | Ind-UDI                             | 1884                                | 48,12                               | Alcalde                             |
| Christopher Vial Mansilla | Independiente                       | Ind.                                | 1798                                | 45,93                               |                                     |
| Eugenia Guzmán Araneda    | Contigo Chile Mejor                 | PR                                  | 223                                 | 5,95                                |                                     |

### Santa Cruz

#### Alcaldes
| Actual alcalde        | William Arévalo Cornejo (Ind-UDI) | William Arévalo Cornejo (Ind-UDI) | William Arévalo Cornejo (Ind-UDI) | William Arévalo Cornejo (Ind-UDI) | William Arévalo Cornejo (Ind-UDI) |
| Candidato             | Pacto                             | Partido                           | Votos                             | %                                 | Resultado                         |
| --------------------- | --------------------------------- | --------------------------------- | --------------------------------- | --------------------------------- | --------------------------------- |
| Yamil Ethit Romero    | Chile Vamos                       | Ind-RN                            | 15 278                            | 54,46                             | Alcalde                           |
| Bryan Moreno Silva    | Independiente                     | Ind.                              | 6251                              | 22,28                             |                                   |
| Carlos Cisterna Pavez | Contigo Chile Mejor               | PS                                | 5568                              | 19,85                             |                                   |
| Diego Ramírez Donoso  | Independiente                     | Ind.                              | 956                               | 3,41                              |                                   |

## Provincia de Cachapoal

### Rancagua

#### Alcaldes
| Actual alcalde              | Juan Ramón Godoy (PS)                     | Juan Ramón Godoy (PS) | Juan Ramón Godoy (PS) | Juan Ramón Godoy (PS) | Juan Ramón Godoy (PS) |
| Candidato                   | Pacto                                     | Partido               | Votos                 | %                     | Resultado             |
| --------------------------- | ----------------------------------------- | --------------------- | --------------------- | --------------------- | --------------------- |
| Raimundo Agliati Marchant   | Chile Vamos                               | Ind-UDI               | 57 243                | 39,71                 | Alcalde               |
| Valentina Cáceres Monsalvez | Contigo Chile Mejor                       | Ind-FA                | 54 723                | 37,96                 |                       |
| Rafael Cornejo Riquelme     | Ecologistas, Animalistas e Independientes | Ind-PAVP              | 11 060                | 7,67                  |                       |
| Nicolás Salgado Ahumada     | Independiente                             | Ind.                  | 10 927                | 7,58                  |                       |
| María Alejandra Yáñez Muñoz | Partido Social Cristiano                  | Ind-PSC               | 10 213                | 7,08                  |                       |

### Codegua

#### Alcaldes
| Actual alcalde           | José Flores Osorio (Ind.)                 | José Flores Osorio (Ind.) | José Flores Osorio (Ind.) | José Flores Osorio (Ind.) | José Flores Osorio (Ind.) |
| Candidato                | Pacto                                     | Partido                   | Votos                     | %                         | Resultado                 |
| ------------------------ | ----------------------------------------- | ------------------------- | ------------------------- | ------------------------- | ------------------------- |
| José Flores Osorio       | Independiente                             | Ind.                      | 5269                      | 49,58                     | Alcalde                   |
| Ana Silva Gutiérrez      | Centro Democrático                        | DEM                       | 2642                      | 24,86                     |                           |
| Juan Carrasco Rodríguez  | Contigo Chile Mejor                       | Ind-PS                    | 1844                      | 17,35                     |                           |
| Sebastián Padilla Ortega | Independiente                             | Ind.                      | 636                       | 5,98                      |                           |
| Patricio Castro Carrillo | Ecologistas, Animalistas e Independientes | Ind-PAVP                  | 237                       | 2,23                      |                           |

### Coinco

#### Alcaldes
| Actual alcalde          | Juan Abarca Padilla (Ind.) | Juan Abarca Padilla (Ind.) | Juan Abarca Padilla (Ind.) | Juan Abarca Padilla (Ind.) | Juan Abarca Padilla (Ind.) |
| Candidato               | Pacto                      | Partido                    | Votos                      | %                          | Resultado                  |
| ----------------------- | -------------------------- | -------------------------- | -------------------------- | -------------------------- | -------------------------- |
| Juan Abarca Padilla     | Independiente              | Ind.                       | 3230                       | 48,74                      | Alcalde                    |
| Carlos Muñoz Rivera     | Chile Vamos                | EVO                        | 3122                       | 47,11                      |                            |
| Ángel González Carrasco | Contigo Chile Mejor        | PR                         | 275                        | 4,15                       |                            |

### Coltauco

#### Alcaldes
| Actual alcalde          | Félix Sánchez Vergara (RN) | Félix Sánchez Vergara (RN) | Félix Sánchez Vergara (RN) | Félix Sánchez Vergara (RN) | Félix Sánchez Vergara (RN) |
| Candidato               | Pacto                      | Partido                    | Votos                      | %                          | Resultado                  |
| ----------------------- | -------------------------- | -------------------------- | -------------------------- | -------------------------- | -------------------------- |
| Félix Sánchez Vergara   | Chile Vamos                | RN                         | 8799                       | 56,90                      | Alcalde                    |
| Rubén Jorquera Vidal    | Contigo Chile Mejor        | Ind-FRVS                   | 4005                       | 25,90                      |                            |
| Marcial Abarca Orellana | Independiente              | Ind.                       | 2661                       | 17,21                      |                            |

### Doñihue

#### Alcaldes
| Actual alcaldesa            | Pabla Ponce Valle (Ind.)                  | Pabla Ponce Valle (Ind.) | Pabla Ponce Valle (Ind.) | Pabla Ponce Valle (Ind.) | Pabla Ponce Valle (Ind.) |
| Candidato                   | Pacto                                     | Partido                  | Votos                    | %                        | Resultado                |
| --------------------------- | ----------------------------------------- | ------------------------ | ------------------------ | ------------------------ | ------------------------ |
| Boris Acuña González        | Independiente                             | Ind.                     | 7738                     | 47,53                    | Alcalde                  |
| Pabla Ponce Valle           | Independiente                             | Ind.                     | 5015                     | 30,80                    |                          |
| Macarena Fierro Contreras   | Centro Democrático                        | Ind-DEM                  | 1315                     | 8,08                     |                          |
| José Fernández Henríquez    | Independiente                             | Ind.                     | 768                      | 4,72                     |                          |
| Rodrigo Soto Céspedes       | Ecologistas, Animalistas e Independientes | PAVP                     | 674                      | 4,14                     |                          |
| Catherine Olivares Bonatici | Independiente                             | Ind.                     | 469                      | 2,88                     |                          |
| Patricio Labra Quiroz       | Contigo Chile Mejor                       | Ind-DC                   | 302                      | 1,85                     |                          |

### Graneros

#### Alcaldes
| Actual alcalde           | Claudio Segovia Cofré (Ind.) | Claudio Segovia Cofré (Ind.) | Claudio Segovia Cofré (Ind.) | Claudio Segovia Cofré (Ind.) | Claudio Segovia Cofré (Ind.) |
| Candidato                | Pacto                        | Partido                      | Votos                        | %                            | Resultado                    |
| ------------------------ | ---------------------------- | ---------------------------- | ---------------------------- | ---------------------------- | ---------------------------- |
| Marcelo Miñañir Matus    | Independiente                | Ind.                         | 8517                         | 36,03                        | Alcalde                      |
| Jorge Martínez Oyarce    | Contigo Chile Mejor          | Ind-PS                       | 6403                         | 27,09                        |                              |
| Iñaki Busto Berasaluce   | Chile Vamos                  | Ind-RN                       | 4041                         | 17,10                        |                              |
| Claudio Arellano Cortés  | Independiente                | Ind.                         | 2056                         | 8,70                         |                              |
| Fernando Puentes Araneda | Independiente                | Ind.                         | 2017                         | 8,53                         |                              |
| Gonzalo Sandoval Aliste  | Independiente                | Ind.                         | 603                          | 2,55                         |                              |

### Las Cabras

#### Alcaldes
| Actual alcalde            | Juan Pablo Flores Astorga (PS) | Juan Pablo Flores Astorga (PS) | Juan Pablo Flores Astorga (PS) | Juan Pablo Flores Astorga (PS) | Juan Pablo Flores Astorga (PS) |
| Candidato                 | Pacto                          | Partido                        | Votos                          | %                              | Resultado                      |
| ------------------------- | ------------------------------ | ------------------------------ | ------------------------------ | ------------------------------ | ------------------------------ |
| Juan Pablo Flores Astorga | Contigo Chile Mejor            | PS                             | 6642                           | 34,01                          | Alcalde                        |
| Jaime Fabia Reyes         | Independiente                  | Ind.                           | 4851                           | 24,84                          |                                |
| Rigoberto Leiva Parra     | Independiente                  | Ind.                           | 3670                           | 18,79                          |                                |
| Alejandra Baeza Pereira   | Independiente                  | Ind.                           | 1555                           | 7,96                           |                                |
| Carlos Romero Martínez    | Chile Vamos                    | UDI                            | 1367                           | 7,00                           |                                |
| Gonzalo Rubio Fuenzalida  | Independiente                  | Ind.                           | 992                            | 5,08                           |                                |
| Guido Pérez Maldonado     | Partido Social Cristiano       | Ind-PSC                        | 453                            | 2,32                           |                                |

### Machalí

#### Alcaldes
| Actual alcalde            | Juan Carlos Abud Parra (Ind.) | Juan Carlos Abud Parra (Ind.) | Juan Carlos Abud Parra (Ind.) | Juan Carlos Abud Parra (Ind.) | Juan Carlos Abud Parra (Ind.) |
| Candidato                 | Pacto                         | Partido                       | Votos                         | %                             | Resultado                     |
| ------------------------- | ----------------------------- | ----------------------------- | ----------------------------- | ----------------------------- | ----------------------------- |
| Juan Carlos Abud Parra    | Independiente                 | Ind.                          | 21 847                        | 60,21                         | Alcalde                       |
| José Miguel Urrutia Celis | Chile Vamos                   | Ind-UDI                       | 14 439                        | 39,79                         |                               |